# Мир пьяного мастера
«Мир пьяного мастера» (англ. The World of Drunken Master, кит. трад. 酒仙十八跌, палл. Цзю сянь ши ба де, буквально: «Восемнадцать падений гения вина») — тайваньский фильм с боевыми искусствами режиссёра Джозефа Го, вышедший в 1979 году.

## Сюжет
Приняв вызов на бой трижды за день, знаток техники кунг-фу «пьяный кулак», Фань Тапэй, отдыхает в чайной и предаётся воспоминаниям...
Двух охотников за виноградом, Тапэя и Хуацзы, ловит мастер Чжан и заставляет их отработать украденное. Однажды парни пытаются помешать местным бандитам, избивающих городских жителей, не заплативших им за безопасность, но двоих избивает боец Цзинь, работающий на Е Ху. Учитель Чжан спасает парней, а затем они сбегают. Чжан Ци, увидев добродетель в сердцах своих ребят, соглашается обучить их технике «восемнадцати падений гения вина», разновидности кунг-фу «пьяного кулака».
Полагая, что Чжан Ци послал двух наёмников (они были двумя недовольными торговцами), Е приглашает его на ужин, планируя расправиться с гостем. Тем не менее, заговорщики совершают одну ошибку — они напаивают его. В ходе начавшегося боя учитель Чжан кладёт нефритовую чашку (фамильную драгоценность), из которой он пил, к себе в пакет. Люди Е Ху не в состоянии притронуться к гостю и только тогда, когда Е Ху и Цзинь объединяются, Тапэй и Хуацзы спасают своего учителя. Видя, как троица сбегает, Ху решает захватить винную, в которой сбежавшие работают.
Чжан Ци посылает своих учеников вернуть нефритовую чашку Е. Люди Е нападают на парней, и чашка разбивается во время драки. Подручные Е, используя сеть, ловят соперников и связывают их. Цзинь отправляется в винную, убивает владельца Вана, в то время как Е похищает его дочь, Ван Юйлу. Он собирается разрушить строение, когда приходит Чжан Ци. Между тем пленники Тапэй и Хуацзы сами освобождаются, бегут в винную и противостоят Е Ху вместе с Юйлу. Вместе с учителем, получившим ранение в схватке с Ху, они прячутся в пещере, но банда Ху идёт по горячим следам. Во время развязавшейся схватки Е Ху и Цзинь проигрывают, Юйлу падает со скалы, а Чжан Ци погибает...
Фань Тапэй смотрит на вывеску чайной: «Юйлу». Может ли так быть? Спустя столько лет? Именно! Она выжила после падения и открыла чайную, а Хуацзы стал воином. Наконец, учитель Фань гонится за Юйлу, как когда-то.

## В ролях
| Актёр        | Роль       |
| ------------ | ---------- |
| Джек Лун     | Фань Тапэй |
| Саймон Ли    | Су Хуацзы  |
| Джинни Чжан  | Ван Юйлу   |
| Юнь Сиутхинь | нищий Су   |
| Марк Лун     | Ли Чань    |
| Лун Фэй      | Е Ху       |
| Чэнь Хуэйлоу | Чжан Ци    |
| Ван Юншэн    | Чэнь Буци  |
| Лун Тяньсян  | Ци         |
| Цянь Дэмэнь  |            |
| Ван Юй       | г-н Чань   |
| Ван Динхэ    | Фань       |
| Юй Сунчжао   | старый Су  |
| Хэ Бай       |            |

## Отзывы
Авторы книги The Encyclopedia of Martial Arts Movies пишут: 
Исключительная хореография боевых искусств и прекрасная работа камеры выделяют эту довольно безвкусную историю.